# Melinoessa
Melinoessa es un género de mariposas de la familia Geometridae erigida por Gottlieb August Wilhelm Herrich-Schäffer en 1855.

## Especies
Algunas especies de este género incluyen:
- Melinoessa aemonia (Swinhoe, 1904)
- Melinoessa amplissimata (Walker, 1863)
- Melinoessa argenteomaculata (Strand, 1918)
- Melinoessa asteria L. B. Prout, 1934
- Melinoessa aureola L. B. Prout, 1934
- Melinoessa catenata (Saalmüller, 1891)
- Melinoessa croesaria Herrich-Schäffer, 1855
- Melinoessa eurycrossa L. B. Prout, 1934
- Melinoessa fulvescens L. B. Prout, 1916
- Melinoessa guenoti Herbulot, 1981
- Melinoessa horni L. B. Prout, 1922
- Melinoessa midas L. B. Prout, 1922
- Melinoessa molybdauges L. B. Prout, 1927
- Melinoessa palumbata (Warren, 1894)
- Melinoessa pauper Warren, 1901
- Melinoessa perlimbata (Guenée, 1857)
- Melinoessa pieridaria (Holland, 1920)
- Melinoessa sodaliata (Walker, 1863)
- Melinoessa stellata (Butler, 1878)
- Melinoessa straminata (Walker, 1869)
- Melinoessa subalbida Warren, 1905
- Melinoessa tanyglochis L. B. Prout, 1928
- Melinoessa tessmanni (Gaede, 1917)
- Melinoessa torquilinea L. B. Prout, 1916